# Dønna
Dønna é uma comuna da Noruega, com 192 km² de área e 1 543 habitantes (censo de 2004).